# Gustav Ampt
Gustav Adolph Ampt (* 4. Oktober 1853 in Rastatt; † 24. Oktober 1942 in Point Lonsdale, Queenscliffe Borough) war ein deutscher Eisenbahn-Ingenieur. Er war zuständig für Planung und Ausführung einer großen Anzahl von Bahnhöfen und Eisenbahnstrecken im australischen Bundesstaat Victoria.

## Leben
Gustav Ampt war ein Sohn des Bierbrauers Karl Friedrich Ampt (1815–1872) und dessen Ehefrau Maria Anna Ampt geb. Fückert († 1869), er besuchte das Lyceum in Rastatt. Danach studierte er von 1871 bis 1878 am Polytechnikum Karlsruhe. Zwischen seinem vierten und fünften Studienjahr leistete er seinen Militärdienst als Einjährig-Freiwilliger im 2. Badischen Feldartillerie-Regiment Nr. 30 ab. Er wanderte über London nach Australien aus und traf am 30. März 1880 in Melbourne ein.
Ampt arbeitete ab dem 16. März 1882 für die Victorian Railways als Bauzeichner. 1892 wechselte er in die für den Bau zuständige Einheit. Dabei war er zuständig für Planung und Ausführung einer großen Anzahl von Bahnhöfen und Strecken im Bundesstaat Victoria. 1897 wurde er leitender Bauzeichner und setzte sich gegen den Bau von Schmalspurbahnen für die Eisenbahn in Victoria ein. Er ging am 12. April 1917 in den Ruhestand.
Ampt heiratete am 17. November 1883 Emilie Clara Adelaide geb. Sander. Aus der Ehe gingen zwei Kinder hervor, Gustav Adolph Ampt (1886–1953), Erfinder des Green-Ampt-Infiltrationsmodells, und Gertrude Emma Dora Ampt (1888–1907).